# (2691) Sérsic
(2691) Sérsic est un astéroïde de la ceinture principale.

## Description
(2691) Sérsic est un astéroïde de la ceinture principale. Il fut découvert le 18 mai 1974 à El Leoncito par l'Observatoire Félix-Aguilar. Il présente une orbite caractérisée par un demi-grand axe de 2,24 UA, une excentricité de 0,11 et une inclinaison de 3,6° par rapport à l'écliptique.

## Compléments